# Neoplatycerus palestinensis
Neoplatycerus palestinensis är en stekelart som först beskrevs av Rivnay 1945.  Neoplatycerus palestinensis ingår i släktet Neoplatycerus och familjen sköldlussteklar. Inga underarter finns listade i Catalogue of Life.